# Международная конференция марксистско-ленинских партий и организаций (маоистская)
Международные конференции марксистско-ленинских партий и организаций — международный союз по координации деятельности коммунистических организаций. Имел выраженную маоистскую идеологическую окраску, хотя отдельные участвующие партии не всегда позиционируют себя как маоистские. Был основан в 1998 году Марксистско-ленинской партией Германии. Прекратил существование в 2017 году.

## Состав
В конференцию входят более 30 различных партий и организаций.
Некоторые организации из состава международной конференции вели партизанскую борьбу со своими правительствами, например Коммунистическая партия Турции, Коммунистическая партия Филиппин со своим боевым подразделением Новая народная армия.
В состав международной конференции марксистско-ленинских партий и организаций входят также:
- Революционная коммунистическая партия Аргентины
- Марксистско-ленинская партия Германии
- Коммунистическая организация Греции (греч. Κομμουνιστική Οργάνωση Ελλάδας, KOE), участник Коалиции радикальных левых
- Рабочая коммунистическая партия (AKP, Норвегия)
- Марксистско-ленинская коммунистическая партия Эквадора (исп. Partido Comunista Marxista Leninista del Ecuador, PCMLE)
- Российская маоистская партия